# Triosteum perfoliatum
Triosteum perfoliatum (лат.) — вид растений рода Трёхкосточник (Triosteum) семейства жимолостных, произрастающий на юго-востоке и востоке США.

## Ботаническое описание
Многолетнее травянистое растение высотой около 1,2 м или чуть выше. Цилиндрический стебель густоопушён, в основном короткими железистыми волосками и несколькими более длинными щетинистыми.
Листья простые, обычно сросшиеся с противоположным листом или, как правило, самые нижние и самые верхние, сидячие, редко короткочерешковые, расположены крестообразно. Листья от яйцевидных до обратнояйцевидных и клиновидных, суженных у основания, с цельными краями или иногда с зубчатыми и заострёнными. Листовые пластинки слегка волосистые с верхней стороны и мягкие, мелковолосистые и мелкощетинковидные с нижней стороны, длиной до 20 см, а шириной — до 9 см.
Цветки почти сидячие, располагаются пазушно, одиночно или в гроздьях, обычно по два или три, то есть обычно по 2–6 цветков на узел. Пятилепестковые, относительно небольшие цветки с двойным околоцветником обычно красноватые, редко желтоватые. Имеются мелкие, парные и линейные прицветники. Чашечка яйцевидная, покрыта железистыми волосками. Чашелистики длинные, узкие, тонко и частично железисто-волосистые, узкояйцевидные, от зелёных до красноватых или фиолетово-красных.  Венчик тонко-железисто-волосистый, узко воронковидный, с «выступом» (нектарным карманом) у основания. Короткие, закрытые тычинки с волосистыми нитями прикреплены к трубке венчика. Трехкамерная завязь невелика, со слегка выступающим стилетом, а более крупное, рыльце слегка лопастное.
Образуются округлые, мелкие, от оранжевого до жёлтого или красноватого, многосемянные, более или менее волосистые плоды размером до 1 см со стойкой чашечкой на верхушке. Костянка, коричневатая, эллипсоидная, обычно с 3 косточками (пирен), длиной 5–7 мм, бороздчатая.

## Распространение
Произрастает в США от Небраски на западе, Луизианы на юге, Массачусетса на востоке и до канадской границы на севере. В Канаде произрастает в Онтарио, где является исчезающим видом. Крайне редок в Массачусетсе, где находится под угрозой исчезновения, и Род-Айленде. Вид можно встретить в открытых лесах на склонах холмов или в долинах в сухих районах.

## Использование
Корни используются так же, как и корнеплоды. Семена или косточковые ядра можно обжарить и использовать в качестве заменителя кофе.